# Rasmus Lauge Schmidt
Rasmus Lauge Schmidt (Bjerringbro, Danska, 20. lipnja 1991.) je danski rukometaš i nacioalni reprezentativac koji trenutno nastupa za Bjerringbro-Silkeborg.
Lauge je za Dansku debitirao 15. travnja 2010. u utakmici protiv Njemačke. Igrač je s reprezentacijom osvojio europski naslov 2012. u Srbiji dok je na SP-u 2011. bio doprvak svijeta.
S Danskom je 2013. godine osvojio srebro na svjetskom prvenstvu u Španjolskoj. Španjolska je u finalu doslovno ponizila Dansku pobijedivši s 35:19. Nikada nijedna momčad nije izgubila s toliko razlikom kao Danci čime je stvoren novi rekord u povijesti finala svjetskog rukometnog prvenstva.
Od ostalih većih reprezentativnih uspjeha izdvaja se osvajanje svjetskog naslova 2019. gdje je Danska bila jedan od suorganizatora. te osvajanje naslova u Poljskoj i Švedskoj 2023. i u Hrvatskoj, Danskoj i Norveškoj 2025. te olimpijsko zlato u Parizu 2024.